# ایمن منصور (بازیکن فوتبال)
ایمن منصور (انگلیسی: Ayman Mansour؛ زادهٔ ۹ سپتامبر ۱۹۶۳) یک بازیکن فوتبال، و سرمربی (فوتبال) اهل مصر است.

## باشگاهی
از باشگاه‌هایی که در آن بازی کرده‌است می‌توان به باشگاه ورزشی زمالک اشاره کرد.